# Under Pressure
"Under Pressure" är en singelskiva av och med David Bowie och Queen. Singeln släpptes den 26 oktober 1981 och återfinns på Queens album Hot Space från 1982. B-sida är en låt som inte finns på något av Queens studioalbum, "Soul Brother", som består av ett stort antal referenser till andra Queen-låtar (till exempel "Keep Yourself Alive", "Under Pressure" och "Flash".
Låten är resultatet av en jam-session som Bowie hade med bandet i deras studio Montreux, Schweiz. Inspiration till låten hämtades ur en annan Queen-låt skriven av Taylor: Feel like. Alla fem musikerna (Bowie, Mercury, Deacon, May och Taylor) står som låtskrivare.
På grund av Bowies och Queens tuffa tidsscheman lyckades de inte sammanstråla till en videoinspelning. Istället fick den meriterade videoregissören David Mallet sätta ihop ett collage av katastrofer som visar människor i en hård värld av ständig stress och "press". Allt för att göra temat i låtens text mer uppenbar. Singeln blev en stor framgång i Europa och listetta i England, men blev en besvikelse på Billboard i USA där den endast nådde en 29:e plats.
På Queens Greatest Hits III som kom 1999 släpptes låten i en "nyremix" med nya sång-, gitarr- och trumtillägg av Brian May och Roger Taylor. Låten lyckades igen ta sig in på topplistorna runt om i världen och hamna top 20 i England i november 1999.
My Chemical Romance och The Used gjorde en cover av låten den 12 april 2005 i samband med tsunamikatastrofen i Asien i december 2004.

## Ice Ice Baby
På 1990-talet fick låten nytt liv tack vare rapparen Vanilla Ice som samplade pianot och den berömda basslingan och gjorde låten "Ice Ice Baby" till en av de största hitsen i världen 1990. Men Vanilla Ice gjorde misstaget att inte ge credit till Queen & Bowie som låtskrivare vilket ledde till att stämningskrav ställdes på Ice, som blev tvungen att skriva in Queen & Bowie som upphovsmakare och betala en ansenlig summa (utanför rättssalen).

## Listplaceringar
| Lista (1981-1982) | Topplacering |
| ----------------- | ------------ |
| Nederländerna     | 1            |
| Norge             | 5            |
| Nya Zeeland       | 6            |
| Schweiz           | 10           |
| Sverige           | 10           |
| Österrike         | 10           |

### Fotnoter
1. ↑  ”The Making of Queen and David Bowie's 1981 Hit "Under Pressure”: Demos, Studio Sessions & More | Open Culture” (på amerikansk engelska). https://www.openculture.com/2014/06/the-making-of-under-pressure.html. Läst 13 januari 2021.
2. ↑  ”Listplacering”. http://dutchcharts.nl/showitem.asp?interpret=Queen+%26+David+Bowie&titel=Under+Pressure&cat=s. Läst 28 maj 2011.
3. ↑  ”Listplacering”. http://norwegiancharts.com/showitem.asp?interpret=Queen+%26+David+Bowie&titel=Under+Pressure&cat=s. Läst 28 maj 2011.
4. ↑  ”Listplacering”. Arkiverad från originalet den 9 november 2012. https://web.archive.org/web/20121109050206/http://charts.org.nz/showitem.asp?interpret=Queen+%26+David+Bowie&titel=Under+Pressure&cat=s. Läst 28 maj 2011.
5. 1 2  ”Listplacering”. http://austriancharts.at/showitem.asp?interpret=Queen+%26+David+Bowie&titel=Under+Pressure&cat=s. Läst 28 maj 2011.
6. ↑  ”Listplacering”. http://swedishcharts.com/showitem.asp?interpret=Queen+%26+David+Bowie&titel=Under+Pressure&cat=s. Läst 28 maj 2011.